# Make It with You
"Make It with You" là một bản nhạc được viết bởi David Gates và ban đầu được thâu bởi ban nhạc pop-rock Bread, mà Gates cũng là một thành viên. Bản nhạc này là top hit trong năm 1970 tại Hoa Kỳ.

## Phát hành
Bản nhạc đầu tiên xuất hiện trên album của Bread 1970, On the Waters. Được phát hành là một đĩa đơn vào tháng 6 cùng năm, nó trở thành bài hát đàu tiên của nhóm thành hit top-ten tại bảng sắp hạng đĩa đơn Billboard Hot 100 và đứng hạng một trong tuần 22 tháng 8 năm 1970, nó cũng đạt được hạng 5 trong UK Singles Chart. Billboard xếp "Make It with You" vào hảng năm 970]], nó cũng nhận được đĩa vàng từ RIAA vì đã bán trên 1 triệu bản.

## Xếp hạng
| Hạng (1970)                   | Đỉnh cao |
| ----------------------------- | -------- |
| Canada RPM                    | 2        |
| UK                            | 5        |
| U.S. Billboard Hot 100        | 1        |
| U.S. Billboard Easy Listening | 4        |
| U.S. Cashbox Top 100          | 1        |

| Hạng (1970)            | Thứ |
| ---------------------- | --- |
| Canada                 | 24  |
| UK                     | 64  |
| U.S. Billboard Hot 100 | 13  |
| U.S. Cash Box          | 22  |

## xem thêm
- Danh sách đĩa đơn quán quân Hot 100 năm 1970 (Mỹ)